# Wereldkampioenschappen badminton 2014/Vrouwen dubbelspel
De 21ste wereldkampioenschappen badminton werden in 2014 van 25 tot en met 31 augustus gehouden in de Deense hoofdstad Kopenhagen. Het toernooi in het vrouwen dubbelspel werd gewonnen door Tian Qing en Zhao Yunlei uit China.

## Plaatsingslijst
| Nr. | Speler                                  | Prestatie    | Uitgeschakeld door                        | Nr. | Speler                                            | Prestatie    | Uitgeschakeld door                        |
| --- | --------------------------------------- | ------------ | ----------------------------------------- | --- | ------------------------------------------------- | ------------ | ----------------------------------------- |
| 1.  | Bao Yixin Tang Jinhua                   | Tweede ronde | Anggia Shitta Awanda Della Destiara Haris | 9.  | Jung Kyung-eun Kim Ha-na                          | Derde ronde  | Wang Xiaoli Yu Yang                       |
| 2.  | Christinna Pedersen Kamilla Rytter Juhl | Derde ronde  | Nithya Krishinda Maheswari Greysia Polii  | 10. | Nithya Krishinda Maheswari Greysia Polii          | Kwartfinale  | Reika Kakiiwa Miyuki Maeda                |
| 3.  | Misaki Matsutomo Ayaka Takahashi        | Derde ronde  | Lee So-he Shin Seung-chan                 | 11. | Pia Zebadiah Bernadeth Rizki Amelia Pradipta      | Derde ronde  | Jang Ye-na Kim So-young                   |
| 4.  | Wang Xiaoli Yu Yang                     | Finale       | Tian Qing Zhao Yunlei                     | 12. | Duanganong Aroonkesorn Kunchala Voravichitchaikul | Derde ronde  | Tian Qing Zhao Yunlei                     |
| 5.  | Tian Qing Zhao Yunlei                   | Winnaar      | niet van toepassing                       | 13. | Ko A-ra Yoo Hae-won                               | Derde ronde  | Reika Kakiiwa Miyuki Maeda                |
| 6.  | Jang Ye-na Kim So-young                 | Kwartfinale  | Lee So-he Shin Seung-chan                 | 14. | Eefje Muskens Selena Piek                         | Derde ronde  | Luo Ying Luo Yu                           |
| 7.  | Reika Kakiiwa Miyuki Maeda              | Halve finale | Wang Xiaoli Yu Yang                       | 15. | Line Damkjaer Kruse Marie Roepke                  | Derde ronde  | Anggia Shitta Awanda Della Destiara Haris |
| 8.  | Luo Ying Luo Yu                         | Kwartfinale  | Wang Xiaoli Yu Yang                       | 16. | Lee So-he Shin Seung-chan                         | Halve finale | Tian Qing Zhao Yunlei                     |

## De wedstrijden

### Laatste 8
|  | Kwartfinale | Kwartfinale                               | Kwartfinale                | Kwartfinale         | Kwartfinale |                            |                       | Halve finale | Halve finale | Halve finale | Halve finale | Halve finale |  |  | Finale | Finale                | Finale | Finale | Finale |
|  |             |                                           |                            |                     |             |                            |                       |              |              |              |              |              |  |  |        |                       |        |        |        |
|  |             | Anggia Shitta Awanda Della Destiara Haris | 12                         | 15                  |             |                            |                       |              |              |              |              |              |  |  |        |                       |        |        |        |
|  | 5           | Tian Qing Zhao Yunlei                     | 21                         | 21                  |             |                            |                       |              |              |              |              |              |  |  |        |                       |        |        |        |
|  | 5           | Tian Qing Zhao Yunlei                     | 21                         | 21                  |             | 5                          | Tian Qing Zhao Yunlei | 21           | 21           |              |              |              |  |  |        |                       |        |        |        |
|  |             |                                           |                            |                     |             | 5                          | Tian Qing Zhao Yunlei | 21           | 21           |              |              |              |  |  |        |                       |        |        |        |
|  |             | 16                                        | Lee So-he Shin Seung-chan  | 13                  | 10          |                            |                       |              |              |              |              |              |  |  |        |                       |        |        |        |
|  | 16          | 16                                        | Lee So-he Shin Seung-chan  | 13                  | 10          | Lee So-he Shin Seung-chan  | 21                    | 16           | 21           |              |              |              |  |  |        |                       |        |        |        |
|  | 16          |                                           |                            |                     |             | Lee So-he Shin Seung-chan  | 21                    | 16           | 21           |              |              |              |  |  |        |                       |        |        |        |
|  | 6           | Jang Ye-na Kim So-young                   | 11                         | 21                  | 10          |                            |                       |              |              |              |              |              |  |  |        |                       |        |        |        |
|  |             |                                           |                            |                     |             |                            |                       |              |              |              |              |              |  |  | 5      | Tian Qing Zhao Yunlei | 21     | 21     |        |
|  |             |                                           | 4                          | Wang Xiaoli Yu Yang | 19          | 15                         |                       |              |              |              |              |              |  |  |        |                       |        |        |        |
|  | 8           | Luo Ying Luo Yu                           | 11                         | 11                  |             |                            |                       |              |              |              |              |              |  |  |        |                       |        |        |        |
|  | 4           | Wang Xiaoli Yu Yang                       | 21                         | 21                  |             |                            |                       |              |              |              |              |              |  |  |        |                       |        |        |        |
|  | 4           | Wang Xiaoli Yu Yang                       | 21                         | 21                  |             | 4                          | Wang Xiaoli Yu Yang   | 21           | 21           |              |              |              |  |  |        |                       |        |        |        |
|  |             |                                           |                            |                     |             | 4                          | Wang Xiaoli Yu Yang   | 21           | 21           |              |              |              |  |  |        |                       |        |        |        |
|  |             | 7                                         | Reika Kakiiwa Miyuki Maeda | 8                   | 13          |                            |                       |              |              |              |              |              |  |  |        |                       |        |        |        |
|  | 7           | 7                                         | Reika Kakiiwa Miyuki Maeda | 8                   | 13          | Reika Kakiiwa Miyuki Maeda | 21                    | 21           |              |              |              |              |  |  |        |                       |        |        |        |
|  | 7           |                                           |                            |                     |             | Reika Kakiiwa Miyuki Maeda | 21                    | 21           |              |              |              |              |  |  |        |                       |        |        |        |
|  | 10          | Nithya Krishinda Maheswari Greysia Polii  | 19                         | 13                  |             |                            |                       |              |              |              |              |              |  |  |        |                       |        |        |        |

Mannen enkelspel · 
Vrouwen enkelspel · 
Mannen dubbelspel · 
Vrouwen dubbelspel · 
Gemengd dubbelspel